# Samuel Butler
Samuel Butler (Strensham, 3. veljače 1612. – London, 25. rujna 1680.), engleski književnik
Autor je satirične poeme "Hadibras" koja je nastala nakon restrauracije monarhije kao proizvod reakcije na diktaturu prezbiterijanaca i indipendenta u doba Cromwellova Coomonwealtha, te je zlobna rugarica uperena protiv licemjerne samouvjerenosti puritanaca u vlastite kreposti. Njezin domet je uvelike nadišao prvotnu misao pa je prerasla u pravi repetitorij ljudske gluposti i ostalih i suviše ljudskih osobina. 